# Carmen Viance
Carmen Hernández Álvarez, artísticamente conocida como Carmen Viance (Madrid, 21 de junio de 1905-Madrid, 25 de julio de 1985), fue una actriz española.

## Biografía

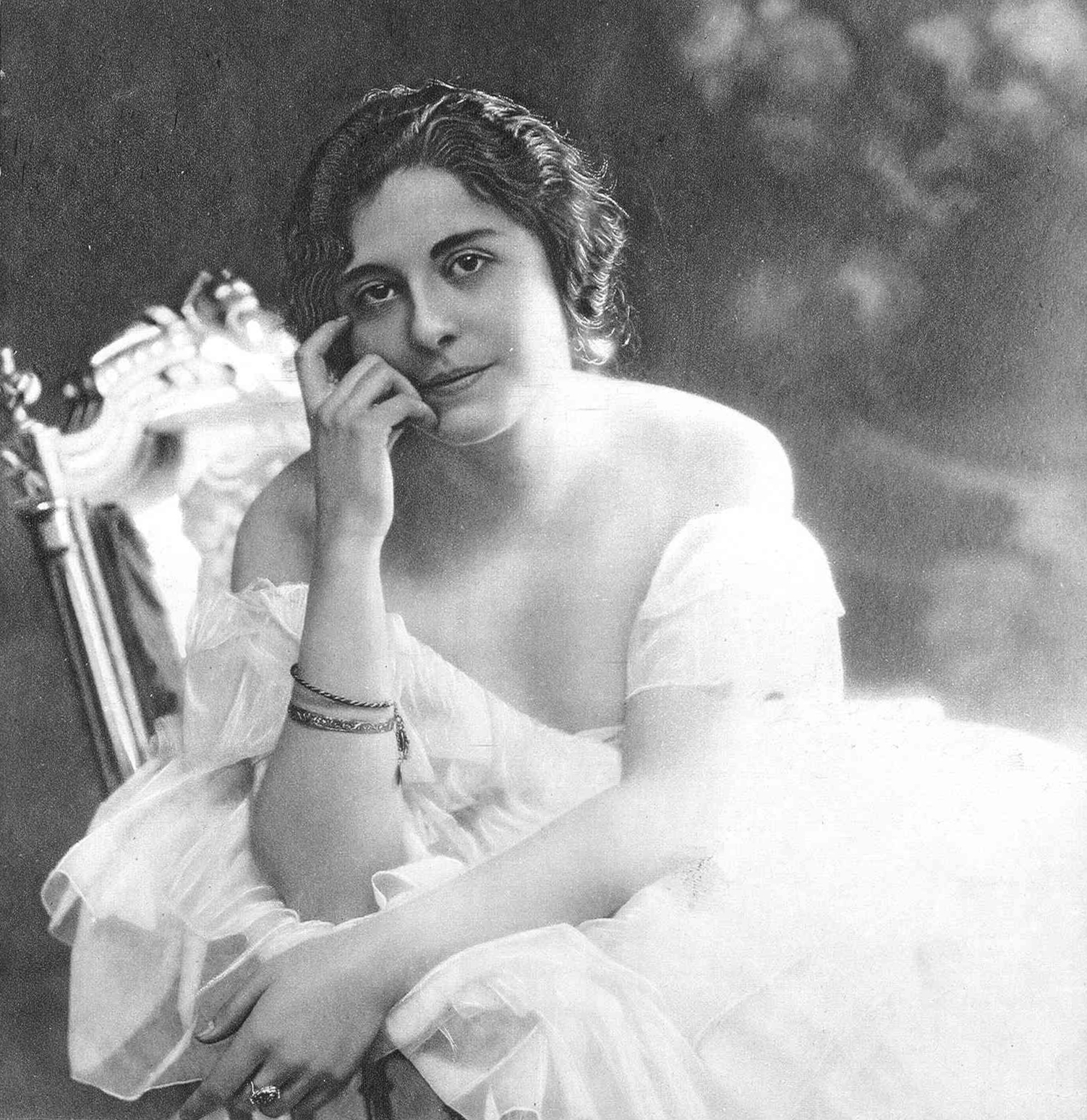
Carmen Viance hacia 1927

Una de las más destacadas actrices de la época de cine mudo español y por algunos está considerada como la primera estrella que apareció en la historia del cine español. Cuando trabajaba como mecanógrafa fue descubierta por el director de cine José Buchs, que le ofreció el papel protagonista en la película Mancha que limpia (1924).
Entre 1924 y 1930, rodó cerca de veinte películas con algunos de los más destacados cineastas de la época como Fernando Delgado de Lara y Florián Rey. Entre los títulos que protagonizó figuraron La casa de la Troya (1924), que supuso su consagración, Gigantes y cabezudos (1925), El lazarillo de Tormes (1925), Viva Madrid, que es mi pueblo (1928) y La aldea maldita (1929/1930).
Con la llegada del cine sonoro, su carrera se eclipsó y sólo volvería a aparecer ante las cámaras en Currito de la Cruz (1936), Paloma de mis amores (1936) y La casa de la lluvia (1943), antes de su retirada definitiva.